# Gimnasio Polideportivo de Viña del Mar
El Gimnasio Polideportivo de Viña del Mar es un recinto deportivo ubicado en la Subida Padre Hurtado, a un costado del Estadio Sausalito, en la ciudad de Viña del Mar, Chile. De propiedad municipal, el gimnasio cuenta con capacidad para 3371 espectadores y puede albergar diversos deportes.
En el año 2014 fue sede de la competencia de balonmano en los Juegos Suramericanos de 2014, que tuvieron como sede principal a la ciudad de Santiago.
En el año 2023 fue sede de la competencia de balonmano en los Juegos Panamericanos de 2023, que tuvieron como sede principal la ciudad de Santiago. No exento de polémicas, ya que durante la disputa de las semifinales femeninas, el techo del gimnasio se llovió.
Fue construido con aportes de Digeder, el municipio y el gobierno regional, y fue inaugurado el 22 de noviembre de 2000 por el ministro secretario general de Gobierno, Claudio Huepe, la intendenta regional, Josefina Bilbao, y el alcalde Roberto Parra.